# Сурита, Рауль
Рауль Сурита (исп. Raúl Zurita Canessa; род. 10 января 1950, Сантьяго) — чилийский поэт.

## Биография
Окончил Технический университет в Вальпараисо, получил инженерную специальность. В начале 1970-х вошёл в круги литературной богемы. После военного переворота в 1973 году был как коммунист арестован, находился в заключении, подвергался пыткам. Чтобы заработать на жизнь, торговал компьютерами. Познакомился с Никанором Паррой. Дебютировал стихами в 1975 году. Стал членом авангардистской группы CADA (исп. Colectivo de Acciones de Arte — Коллектив художественных действий), в которую входила также Диамела Эльтит. Выступал с перформансами, материалом которых делал собственное тело, подвергая его мучениям. С начала 1980-х годов, двигаясь от традиционной литературы в сторону тотального искусства, организовывал поэтические перформансы, когда строки его стихов выписывались самолётами в синем небе с помощью белого дыма или гигантскими буквами чертились на песке пустынь. Таким образом им была создана стихотворная трилогия Чистилище (1979), Преддверие рая (1982), Новая жизнь (1994). В этот период Сурита отошёл от коммунистических взглядов.
В 1984 году получил стипендию Мемориального фонда Джона Саймона Гуггенхайма, как приглашённый профессор преподавал в университете Тафтса, университете штата Калифорния и др. В 1990 году, при президенте Патрисио Эйлвине, был назначен атташе по культуре в Риме.
Страдает болезнью Паркинсона.

## Произведения
- Чистилище/ Purgatorio (1979)
- Преддверие рая/ Anteparaíso (1982, рецензия Хорхе Эдвардса — , (исп.))
- В раю никого нет/ El paraíso está vacío (1984)
- Песнь об ушедшей любви/ Canto a su amor desaparecido (1985)
- Любовь к Чили/ El amor de Chile (1987)
- Песнь о реках, которые тянет друг к другу/ Canto de los ríos que se aman (1993)
- Новая жизнь/ La vida nueva (1994, поэтическая премия г. Сантьяго)
- Самый белый день/ El día más blanco (2000)
- О любви, страдании и новом тысячелетии/ Sobre el amor, el sufrimiento y el nuevo milenio (2000)
- Фронтовые стихи/ Poemas militantes (2001)
- INRI’2' (2003)
- Мертвые стихи/ Los poemas muertos (2006)
- Мертвые земли/ Los países muertos (2007)
- Водяные города/ Las ciudades de agua (2008)
- In Memoriam (2008)
- Пять фрагментов/ Cinco fragmentos (2008)
- Записные книжки времен войны/ Cuadernos de guerra (2009)
- Сны для Куросавы/ Sueños para Kurosawa (2010)
- Zurita (2011)

## Признание
Премия Пабло Неруды (1988). Национальная премия Чили по литературе (2000). Поэтическая премия имени Хосе Лесамы Лимы (Куба, 2006). Стихи переведены на многие языки, включая китайский и бенгали.

## Публикации на русском языке
- Стихи/ Вступление и перевод Евг. Евтушенко// Иностранная литература, 1988, № 2.